# Agrostis adamsonii
Agrostis adamsonii är en gräsart som beskrevs av Joyce Winifred Vickery. Agrostis adamsonii ingår i släktet ven, och familjen gräs. Inga underarter finns listade i Catalogue of Life.